# 柳居俊学
柳居 俊学（やない しゅんがく、1950年1月21日 - ）は、日本の政治家。自由民主党所属の山口県議会議員（9期）、元自由民主党山口県支部連合会長、山口県大島郡周防大島町神宮寺住職。山口県議会議長（6期）、元山口県大島郡東和町長（3期）。山口県東和町（現周防大島町）出身。

## 選挙
- 1981年　大島郡東和町長に初当選（31歳）
  - 前助役平原暁、前県議佐野正光を破る。県内最年少の首長誕生だった。
- 1985年　大島郡東和町長に再選（35歳）
  - 無投票
- 1989年　大島郡東和町長に3選（39歳）
  - 無投票
- 1991年　山口県議会議員（大島郡区）に初当選（41歳）
  - 無投票
- 1995年　山口県議会議員（大島郡区）に2選（45歳）
  - 無投票
- 1999年　山口県議会議員（大島郡区）に3選（49歳）
  - 無投票
- 2003年　山口県議会議員（大島郡区）に4選（53歳）
  - 無投票
- 2007年　山口県議会議員（大島郡区）に5選（57歳）
  - 新人の宮司黒田壇豊（菅直人の恩師）を破る。
  - 柳居俊学（自現）7,824票、黒田壇豊（無新）6,423票
- 2011年　山口県議会議員（大島郡区）に6選（61歳）
  - 新人の会社役員藤本隆を破る。
  - 柳居俊学（自現）7,492票、藤本隆（無新）4,409票
- 2015年　山口県議会議員（大島郡区）に7選（65歳）
  - 新人の元町役場職員田中豊文を破る。
  - 柳居俊学（自現）6,741票、田中豊文（無新）3,216票
- 2019年　山口県議会議員（大島郡区）に8選（69歳）
  - 無投票
- 2023年　山口県議会議員（大島郡区）に9選（73歳）
  - 元職の小中進を破る。

## 経歴
- 山口県立安下庄高等学校、大正大学仏教学部卒業
- 神宮寺住職
- 東和町長3期
- 山口県議会議員9期
- 山口県議会副議長（2009年-2011年）[2]
- 山口県議会議長（2011年-2015年、2017年-）
- 全国都道府県議会議長会会長（第71代　2017年7月25日～2019年4月29日）

## 人物
- 父の柳居宏俊も元山口県議会議員。
- 政務調査費を利用して柳居議員の顔写真入りカレンダーを選挙区内の有権者に無償で配布していたことが2011年に判明[3]。柳居は不適切な支出と認め、政務調査費から支出した2005年度から2009年度までの製作費を返還している[4]。公職選挙法違反と詐欺などの容疑で山口県警は、柳居を山口地検に書類送検した[5]。